# Asynarchus sachalinensis
Asynarchus sachalinensis là một loài Trichoptera trong họ Limnephilidae. Chúng phân bố ở miền Cổ bắc.